# Encyclopédies chinoises
Ne doit pas être confondu avec Encyclopédie de Chine.

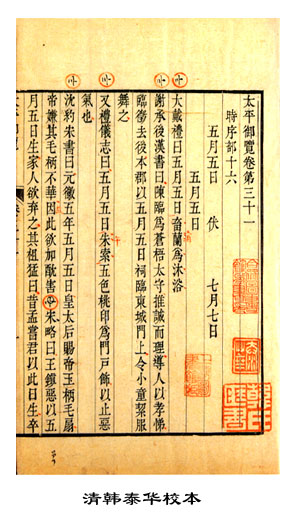
Une page du Taiping Yulan (écrit en 983) concernant les saisons, tirée d'une réédition faite sous la dynastie Qing.

Les encyclopédies chinoises sont des encyclopédies écrites en chinois, et portant le plus souvent uniquement sur des sujets chinois. Parmi les ouvrages ainsi appelés, on trouve aussi les leishu (en) (lit. « livre de catégories »), qui sont d'ailleurs les premiers écrits de ce type, mais qu'il serait plus correct de décrire comme des compendium ou des anthologies. La longue histoire des encyclopédies chinoises commence avec le Huanglan (en), un leishu daté de 222, et se prolonge actuellement par des encyclopédies en ligne telles que la Baike Encyclopedia.

## Terminologie
Plusieurs termes chinois correspondent au concept occidental d'encyclopédie :
- Diǎn 典 (standard ; cérémonie ; canonique ; allusion ; dictionnaire ; encyclopédie) apparait dans des mots composés tels que zìdiǎn 字典 (dictionnaire de caractères), cídiǎn 辭典 (encyclopédie, thésaurus), dàdiǎn 大典 (grand dictionnaire, collection de classiques) ainsi que dans des titres tels que le Tongdian (une encyclopédie institutionnelle écrite vers l'an 800) et le Yongle Dadian (Encyclopédie de Yongle, collationnée sous la direction de l'empereur Ming Yongle vers 1400) ;
- Lèishū (en) 類書 (lit. « livre de catégories ») est fréquemment traduit par « encyclopédie chinoise traditionnelle », mais il s'agit plutôt de recueils de citations des classiques chinois, classées par catégories. Cependant, « le nom d'encyclopédie est approprié, puisque ces recueils embrassent la totalité du savoir »[1]. Robert L. Fowler rappelle également que bien que ce soit la définition première d'une encyclopédie d'être universelle (le mot vient d'ailleurs du grec enkyklios paideia, « cercle des disciplines »), il existe depuis longtemps des « encyclopédies » limitées à un seul sujet (comme l'Encyclopédie des ouvertures d'échecs), « une catachrèse connue déjà en Chine médiévale, où le mot leishu en vint à être appliqué à des livres ne parlant, par exemple, que des utilisations du jade »[2].
- Bǎikē 百科 (lit. « cent sujets ») apparaît dans les mots bǎikēquánshū 百科全書 (quánshū = « livre complet ») et bǎikēcídiǎn 百科辭典 en référence spécifique à des encyclopédies de style occidental. Les premiers titres utilisant bǎikēquánshū apparurent à la fin du 19e siècle[3].

## Historique
Les premiers leishu (en) furent publiés en Chine au IIIe siècle, mais certains auteurs, comme Needham, considèrent le Er ya, formé de listes de mots, comme étant déjà un ouvrage de ce type, et considèrent même qu'il est à l'origine des leishu proprement dits. Au demeurant, les frontières entre dictionnaires, lexiques, thésaurus et encyclopédies n'ont jamais été claires dans la tradition chinoise : toutes les encyclopédies anciennes sont des anthologies, sur lesquelles ont été greffées des formes très variées de classement, et dans lesquelles des opinions originales sur le sujet traité restent exceptionnelles.

### Période impériale
Les « fonctionnaires érudits » chinois ont compilé environ 600 leishu entre le troisième et le dix-huitième siècle ; environ 200 ont été conservés, et une vingtaine sont encore utilisés par les historiens. La plupart furent publiés sous mandat impérial durant les dynasties Tang (618-907), Song (960-1279), Ming (1368-1644), et au début de la dynastie Qing (entre 1644 et 1800). Certains de ces leishu étaient extrêmement volumineux ; ainsi, le Gujin tushu jicheng, publié en 1728, compte cent millions de caractères (sur plus de huit cent mille pages), soit trois à quatre fois plus que l'Encyclopædia Britannica ou que l'Universalis,.
Le Huanglan (en) (litt. « miroir de l'Empereur »), un leishu daté de 222, est généralement considéré comme la première encyclopédie chinoise, mais certains auteurs, comme Needham, considèrent le Er ya, écrit dans les derniers siècles avant notre ère, et qui collationne des listes de synonymes par champs sémantiques, comme étant à l'origine des leishu ; il est au demeurant difficile de tracer une frontière nette entre de simples listes de mots et des classements de citations par catégories.
Le Lüshi Chunqiu, une anthologie de citations tirées de nombreux textes philosophiques des Cent écoles de pensée compilée en 239 av. J.-C., est un autre texte parfois considéré comme la première « vraie » encyclopédie chinoise, mais il fut compilé pour servir de guide de bonne gouvernance pour les dirigeants et leurs ministres, et non comme un recueil exhaustif de connaissances.
Durant la dynastie Han, le Shiben (en) (« Livre des origines ») est le premier dictionnaire encyclopédique donnant l'origine des noms propres, ainsi que les généalogies impériales, et des récits mythiques et historiques d'inventions et d'inventeurs. Parmi d'autres ouvrages de ce type, le plus vaste est le Gezhi Jingyuan (格致鏡元, Miroir des origines scientifiques et technologiques), dû à Chen Yuanlong en 1735.
Les premiers vrais leishu apparaissent après la chute de la dynastie Han. Le Huanglan (en) (litt. « miroir de l'Empereur »), ouvrage désormais perdu, fut compilé pour Cao Pi, premier empereur du royaume de Wei (r. 220-226), afin de fournir aux dirigeants des résumés des connaissances courantes organisés de manière pratique (dans le même esprit que le Lüshi Chunqiu, mais semble-t-il de manière plus méthodique).
Un nouveau type de leishu apparait au début de la dynastie Tang (618–907), après que l'administration ait rendu les examens impériaux obligatoires pour l'entrée dans les services gouvernementaux. Ces nouvelles anthologies sont destinées à la préparation de ces examens, et fournissent des informations littéraires et historiques concernant les classiques. Ainsi, le fameux calligraphe Ouyang Xun dirigea la compilation, en 624, du Yiwen Leiju (« Collection de littérature arrangée par catégories »), qui classe des citations extraites de 1 431 textes littéraires. Cette période voit également apparaître des encyclopédies spécialisées. En 668, le moine Dao Shi (道世) compile le Fayuan Zhulin (« Forêt de gemmes dans le jardin du dharma »), une encyclopédie du bouddhisme chinois. Le Kaiyuan Zhanjing (en) (« Traité d'astrologie de l'ère Kaiyuan ») est une encyclopédie d'astrologie chinoise compilée par Gautama Siddha et d'autres auteurs en 724.
L'âge d'or des encyclopédies commence avec la dynastie Song (960–1279), « lorsque le passé révéré devint le standard général de la pensée chinoise pour près d'un millénaire ». Les Quatre grands livres des Song furent compilés par un comité d'érudits sous la supervision de Li Fang. Ces livres sont :
- le Taiping guangji (« Archives étendues de l'ère Taiping », 978), une collection d'environ 7 000 histoires tirées de près de 300 textes classiques des dynasties Han, Tang et Song ;
- le Taiping Yulan (« Lectures impériales de l'ère Taiping », 983), une anthologie de citations provenant de  2 579 textes divers, comme des proverbes, des poèmes et des stèles ;
- le Wenyuan Yinghua (en) (« Les plus belles fleurs du jardin des Lettres », 985), une autre anthologie de citations, de la dynastie Liang à la période des Cinq Dynasties ;
- et le Cefu Yuangui (en) (« Modèles des Archives », 1013), la plus vaste des encyclopédies Song ; elle est constituée d'un millier de volumes de citations tirés d'ouvrages politiques, de biographies, de mémoires, et de décrets.

Une autre encyclopédie Song remarquable est le Meng xi bi tan (« Écrits depuis un ruisseau de rêve », 1088), due au polymathe Shen Kuo, et qui couvre de nombreux domaines des humanités et des sciences naturelles. Le Tongzhi (en) (« Archives complètes », 1161), outre ses compilations d'annales et de biographies, contenait une vingtaine de vastes monographies (lüe 略) sur des sujets divers allant de l'astronomie à la peinture et au travail du métal, une innovation qui allait en faire le modèle des encyclopédies ultérieures.

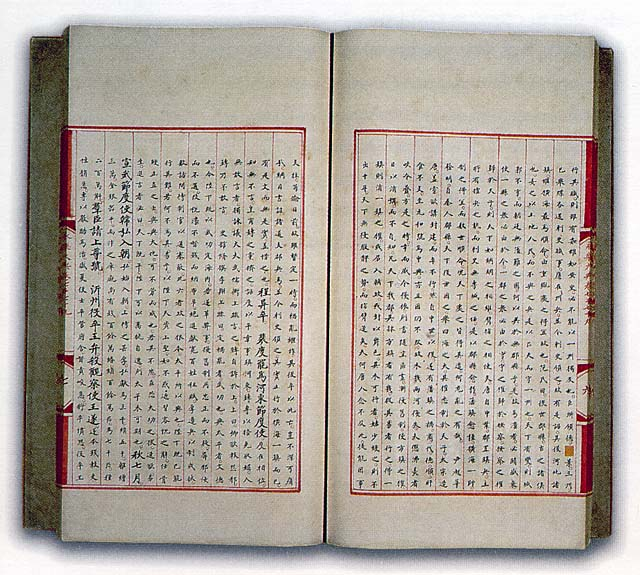
Une double page de lEncyclopédie de Yongle, réédition partielle de 1962.

La dynastie Ming (1368–1644) introduit d'autres innovations : l'Encyclopédie de Yongle, commissionnée par l'empereur Yongle en 1408, est une collection d'extraits d'ouvrages de philosophie, d'histoire, d'arts et de sciences, qui resta la plus vaste encyclopédie du monde (avec plus de 370 millions de caractères chinois) jusqu'à ce qu'elle soit dépassée par la Wikipédia anglophone en 2007. Le Sancai Tuhui (« Compendium illustré des Trois Talents » [Ciel, Terre, et Humains]), compilé par Wang Qi et Wang Siyi en 1609, est une des premières encyclopédies illustrées, et comporte des articles sur de nombreux sujets scientifiques, parmi lesquels le Shanhai Yudi Quantu (en), un planisphère très complet s'inspirant des travaux des jésuites. Le Wubei Zhi (« Traité de technologie militaire », 1621) est l'encyclopédie militaire la plus complète de l'histoire de la Chine. En 1627, Johann Schreck et Wang Zheng traduisirent en mandarin, sous le titre Yuǎn xī qí qì túshuō lù zuì (en) (« Diagrammes et explications des merveilleuses machines de l'Extrême-Occident »), une encyclopédie illustrée des inventions mécaniques occidentales. Song Yingxing publie en 1637 le  Tiangong Kaiwu (« Exploitation des ouvrages de la Nature »), une encyclopédie illustrée de sciences et de technologie, qui rompt avec la tradition chinoise en ne citant que rarement des ouvrages antérieurs. Enfin, à cette époque, la connaissance de l'écriture se répandant en dehors des cercles lettrés, des encyclopédies à usage domestique, les riyong leishu 日用類書 (« Encyclopédies pour la vie quotidienne ») commencent à apparaître, « synthétisant des informations pratiques à l'usage des gens des villes et des personnes ne cherchant pas prioritairement à maîtriser l'héritage confucéen. ».
Les derniers grands leishu furent publiés au début de la dynastie Qing (1644–1911). Le Gujin tushu jicheng (« Compendium illustré de la littérature ancienne et moderne », 1726) est un vaste travail encyclopédique de plus de cent millions de caractères, compilé durant les règnes des empereurs Kangxi et Yongzheng. Le Siku Quanshu (« Bibliothèque complète des quatre catégories », 1782) est sans doute le plus vaste projet éditorial de l'histoire. Commissionné par l'empereur Qianlong pour montrer que la dynastie Qing pouvait surpasser l'Encyclopédie de Yongle, c'est une collection colossale de plus de 800 millions de caractères chinois, qu'il est cependant difficile de considérer comme une véritable encyclopédie ou même comme un leishu, dans la mesure où elle n'est constituée que de copies intégrales (annotées) d'ouvrages antérieurs.

### Époque moderne
Les encyclopédies chinoises modernes sont calquées sur le modèle occidental : ce sont des ouvrages de référence couvrant un vaste ensemble de sujets, lesquels sont classés par ordre alphabétique en pinyin. Récemment, elles ont été complétées, puis supplantées par des encyclopédies en ligne.
La première encyclopédie de ce type, rédigée en anglais, est The Encyclopaedia Sinica, compilée en 1917 par un missionnaire anglais, Samuel Couling. Le Cihai (« Mer des mots », 1936) est un dictionnaire encyclopédique généraliste en chinois, dont la première édition fut  élaborée entre 1915 et 1936 ; il fut révisé et réédité en 1979, 1989, 1999, et 2009, ce qui en a fait un ouvrage de référence pour quatre générations. L'Encyclopédie de Chine (Zhōngguó Dà Bǎikē Quánshū ; litt. « Grande encyclopédie de Chine »), publiée entre 1980 et 1993 par l'Encyclopedia of China Publishing House, est une encyclopédie complète en 74 volumes ; une édition abrégée en est paru en 2009, complétée par des versions sur CD-ROM, puis en ligne. D'autres encyclopédies plus maniables, comme la Zhonghua Baike Quanshu (en) (« Encyclopédie chinoise », 10 volumes), ou la traduction en chinois d'une partie (la Micropædia) de l'Encyclopædia Britannica (en 11 volumes) ont été publiées à partir des années 1980.
Les deux principales encyclopédies en ligne en chinois, la Baike.com Encyclopedia et la Baidu Encyclopedia, ont été publiées à partir de 2005, et sont mises régulièrement à jour. Depuis 2002, il existe une édition de Wikipédia en chinois (mandarin), qui comporte en 2020 plus d'un million d'articles. D'autres versions de Wikipédia existent pour différentes langues chinoises, comme le cantonais ou le minnan, ainsi qu'une Wikipédia en chinois classique, mais elles n'ont pour la plupart que quelques milliers d'articles.